# Espacio marino del sureste de Menorca
Espacio marino del sureste de Menorca este o arie protejată (arie de protecție specială avifaunistică — SPA) din Spania întinsă pe o suprafață de 23.558,08 ha, integral marine.

## Localizare
Centrul sitului Espacio marino del sureste de Menorca este situat la coordonatele 39°45′41″N 4°17′24″E / 39.7614°N 4.2899°E.

## Înființare
Situl Espacio marino del sureste de Menorca a fost declarat arie de protecție specială avifaunistică în iulie 2014 pentru a proteja 12 specii de animale.

## Biodiversitate
Situată în ecoregiunile marină mediteraneană și mediteraneană, aria protejată nu include niciun habitat protejat.
La baza desemnării sitului se află mai multe specii protejate de  păsări (12): Calonectris diomedea, chirighiță neagră (Chlidonias niger), Hydrobates pelagicus, Larus audouinii, pescăruș negricios (Larus fuscus), pescăruș-cu-cap-negru (Larus melanocephalus), Larus michahellis, pescăruș râzător (Larus ridibundus), Phalacrocorax aristotelis desmarestii, Puffinus mauretanicus, chiră de baltă (Sterna hirundo), chiră de mare (Thalasseus sandvicensis).